# 巴奥
巴奥（法語：Baho，法語發音：[ba.o] ⓘ）是法国东比利牛斯省的一个市镇，位于该省东部，属于佩皮尼昂区和佩皮尼昂地中海城市社区。

## 地理
巴奥（42°42'1"N, 2°49'21"E）面积7.9 平方千米，位于法国奧克西塔尼大區东比利牛斯省，该省份为法国大陆部分最南部的省份，涵盖了北加泰罗尼亚，北起奥德省，西接阿列日省和安道尔，南与西班牙接壤，东临地中海。
与巴奥接壤的市镇（或旧市镇、城区）包括：巴沙斯、圣埃斯泰沃、佩皮尼昂、勒索莱、里维耶尔新城。

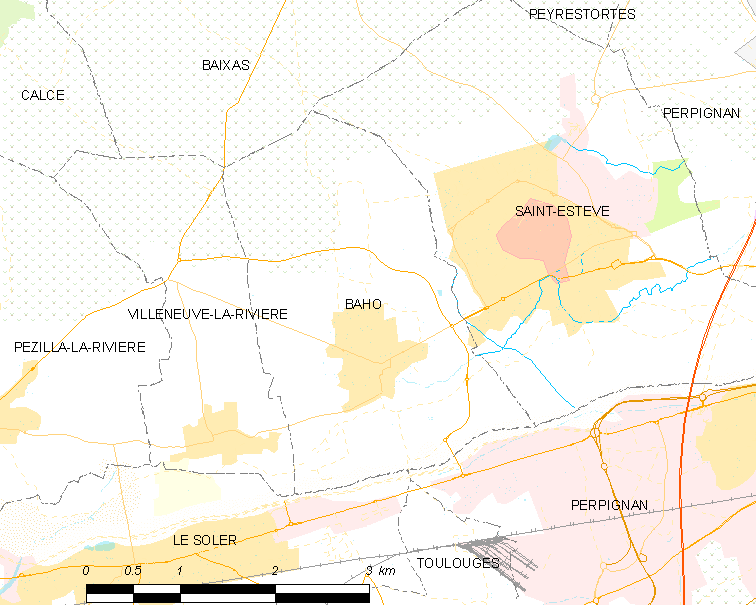
巴奥的OSM定位图

巴奥的时区为UTC+01:00、UTC+02:00（夏令时）。

## 行政
巴奥的邮政编码为66540，INSEE市镇编码为66012。

## 政治
巴奥所属的省级选区为勒里贝拉勒县。

## 人口

1962-2008年间巴奥人口变化图示

巴奥于2022年1月1日时的人口数量为3266人。